# Set-in
Set-in er en metode til at sætte et gribebræt fast til kroppen på en guitar. Gribebrættet bliver med denne metode limet fast til kroppen i en "lomme" skåret ud af kroppens træ. Denne metode er mere kompliceret en f.eks. bolt-on, men giver dog en mindre tydelig overgang fra krop til gribebræt. Blandt andet Gibsons Les Paul og SG bruger denne metode, så vel som langt de fleste akustiske guitarer.